# Diocesi di Marmarizana
La diocesi di Marmarizana (in latino: Dioecesis Marmarizanensis) è una sede soppressa e sede titolare della Chiesa cattolica.

## Storia
Marmarizana è un'antica sede vescovile della provincia romana della Tessaglia in Grecia, suffraganea dell'arcidiocesi di Neopatrasso nel patriarcato di Costantinopoli. Nessun vescovo è noto di questa diocesi.
La sede era inizialmente suffraganea dell'arcidiocesi di Larissa. Nella Notitia Episcopatuum attribuita all'imperatore Leone VI (886-912) è menzionata come unica suffraganea di Neopatrasso.
Dal 1933 Marmarizana è annoverata tra le sedi vescovili titolari della Chiesa cattolica; il titolo finora non è mai stato assegnato.
Eubel menziona come vescovo titolare di questa sede Thomas O'Beirne (26 agosto - 19 settembre 1739), divenuto poi vescovo di Ardagh, indicato come titolare Marmaricensis, sede che tuttavia potrebbe essere riferita alla quasi omonima diocesi di Marmarica in Libia.